# Jau gok

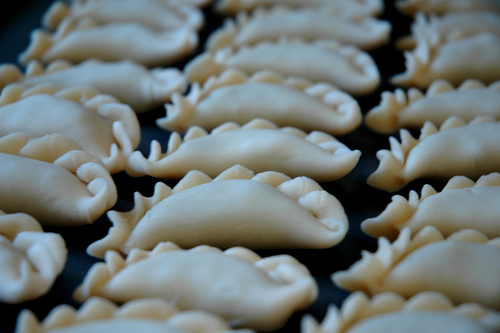
Piccoli jau gok

I Jau gok (caratteri cinesi: 油角; pinyin: yóu jiǎo) sono ravioli tradizionali cucinati nella regione cinese del Guangdong, ad Hong Kong ed in generale nelle regioni dove si parla il cantonese. Essi sono mangiati durante i festeggiamenti del Capodanno cinese, poiché la loro forma simile ad un lingotto è un auspicio di buona fortuna per l'anno a venire.

## Nomi
I nomi non ufficiali della pietanza sono:
- Ravioli all'olio
- Triangoli croccanti
- Ravioli fritti all'olio
- Ravioli di Capodanno
- Ravioli del Capodanno cinese
- Corni all'olio

## Preparazione
La pasta dei ravioli è generalmente costituita di riso glutinoso ammassato, il quale successivamente, dopo che gli è stata data la forma tradizionale, viene fritto profondamente in un wok.

## Varietà

### Salata
Le versioni salate dei jau gok vengono chiamate haam gok zai (鹹角仔, romanizzazione jyutping: haam4 gok3 zai2). La varietà del ripieno dipende dalla regione in cui ci si trova, tuttavia gli ingredienti più comuni includono maiale, pezzi di salsiccia e pezzi di funghi neri cinesi.

### Cocco dolce
Alla versione dolce viene dato il sapore di cocco, e prende il nome di tim gok zai (甜角仔, romanizzazione jyutping: tim4 gok3 zai2). Oltre a pezzi di cocco essiccato, al ripieno si aggiunge zucchero classico, e dopo la frittura il raviolo assume una consistenza particolarmente croccante. Questa varietà di jau gok è adatta per essere mangiata da persone vegetariane.